# Ammoastuta
Ammoastuta es un género de foraminífero bentónico de la subfamilia Ammoastutinae, de la familia Lituolidae, de la superfamilia Lituoloidea, del suborden Lituolina y del orden Lituolida. Su especie tipo es Ammoastuta salsa. Su rango cronoestratigráfico abarca desde el Turoniense hasta el Santoniense (Cretácico superior).

## Discusión
Clasificaciones previas incluían Ammoastuta en el suborden Textulariina del orden Textulariida, o en el orden Lituolida sin diferenciar el suborden Lituolina.

## Clasificación
Ammoastuta incluye a las siguientes especies:
- Ammoastuta inepta †
- Ammoastuta aegyptiaca †
- Ammoastuta caudriae †
- Ammoastuta curfsi †
- Ammoastuta megacribrostomoides †
- Ammoastuta nigeriana †
- Ammoastuta saba †
- Ammoastuta sakhalinica †
- Ammoastuta salsa †